# Omar Caetano
Omar Caetano Otero (8 listopada 1938, zm. 2 lipca 2008) – piłkarz urugwajski, lewy pomocnik, obrońca.
Jako piłkarz klubu CA Peñarol wziął udział razem z reprezentacją Urugwaju w finałach mistrzostw świata w 1966 roku, gdzie Urugwaj dotarł do ćwierćfinału. Caetano zagrał we wszystkich czterech meczach – z Anglią, Francją, Meksykiem i Niemcami.
W następnym roku wziął udział w turnieju Copa América 1967, w którym Urugwaj zdobył tytuł mistrza Ameryki Południowej. Caetano zagrał w dwóch meczach – z Boliwią i Chile.
W 1969 w Urugwaju zdyskwalifikowany został za stosowanie dopingu, jednak po roku ułaskawiony. Wciąż jako gracz Peñarolu był w kadrze reprezentacji Urugwaju w finałach mistrzostw świata w 1970 roku. Urugwaj został wtedy czwartą drużyną świata, jednak Caetano nie wystąpił w żadnym ze spotkań.
Od 2 maja 1965 do 10 sierpnia 1969 rozegrał w reprezentacji Urugwaju 29 meczów
Wraz z Peñarolem sięgnął po liczne sukcesy krajowe i międzynarodowe – zdobył 8 tytułów mistrza Urugwaju, dwukrotnie wygrał Copa Libertadores i Puchar Interkontynentalny. Rozegrał 57 meczów przeciwko głównemu rywalowi – klubowi Club Nacional de Football.
W 1975 grał w USA, w klubie Cosmos Nowy Jork.

## Tytuły
| Sezon | Klub    | Tytuł                     |
| ----- | ------- | ------------------------- |
| 1961  | Peñarol | Copa Libertadores         |
| 1961  | Peñarol | Puchar Interkontynentalny |
| 1962  | Peñarol | Mistrz Urugwaju           |
| 1964  | Peñarol | Mistrz Urugwaju           |
| 1965  | Peñarol | Mistrz Urugwaju           |
| 1966  | Peñarol | Copa Libertadores         |
| 1966  | Peñarol | Puchar Interkontynentalny |
| 1967  | Peñarol | Mistrz Urugwaju           |
| 1968  | Peñarol | Mistrz Urugwaju           |
| 1973  | Peñarol | Mistrz Urugwaju           |
| 1974  | Peñarol | Mistrz Urugwaju           |
| 1975  | Peñarol | Mistrz Urugwaju           |